# Via Tolosana

De vier Franse pelgrimsroutes waaronder de 'Via Tolosano'

De Via Tolosana is een van de vier officiële pelgrimsroutes die door Frankrijk richting de Spaanse pelgrimstad Santiago de Compostella lopen. De route ontleent haar naam aan de stad Toulouse; het begin van deze pelgrimsweg ligt echter in het oostelijker gelegen Arles. De route staat ook bekend onder de namen Via Arletanensis en Via Aegidia. In Arles verzamelen zich de pelgrims uit de Provence en Italië. In omgekeerde richting wordt de route gebruikt door Spaanse en Franse pelgrims op weg naar Rome; zij volgen in Italië de Via Francigena.

## Route van de Via Tolosana
De belangrijkste route van de Via Tolosana is onder te verdelen in acht trajecten:
1. Arles - Montpellier
2. Montpellier - Lodève
3. Lodève - Castres
4. Castres - Toulouse
5. Toulouse - Auch
6. Auch - Maubourguet
7. Maubourguet - Oloron-Sainte-Marie
8. Oloron-Sainte-Marie - Col du Somport

## Arles naar Montpellier
- Arles, kathedraal Saint-Trophime, het Sint Trophimus-klooster, de Notre-Dame-de-la-Major, het Cordeliers-klooster, het antieke theater, het amfitheater en de Alyscamps, (Bouches-du-Rhône)
- Saint-Gilles-du-Gard met de Saint-Gilles-abdij, (Bouches-du-Rhône)
- Vauvert, (Bouches-du-Rhône)
- Gallargues-le-Montueux, (Bouches-du-Rhône)
- Lunel, (Hérault)
- Castries, (Hérault)
- Montpellier, de kathedraal van Montpellier en de wijk Écusson, (Hérault)

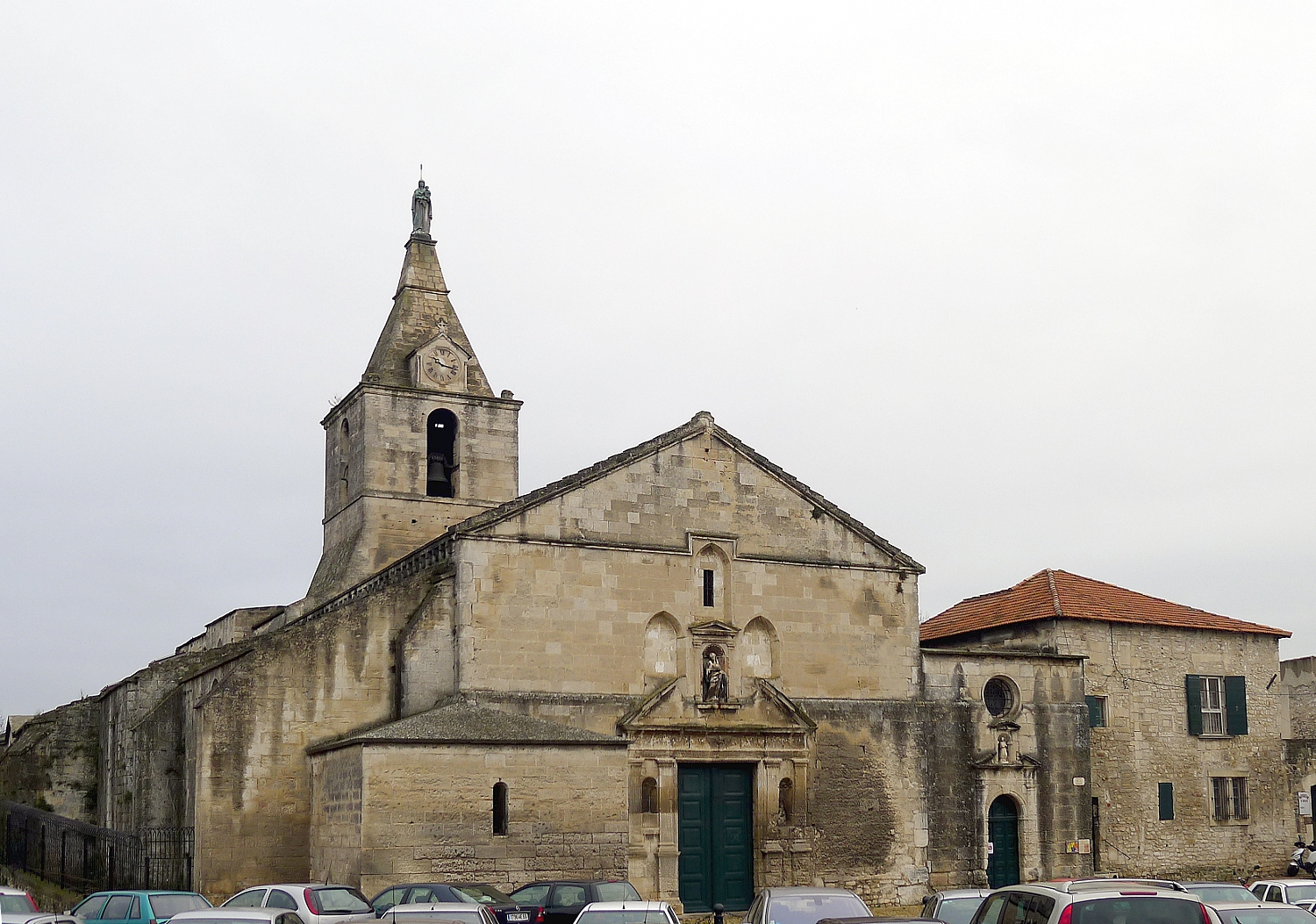
Notre-Dame-de-la-Major in Arles
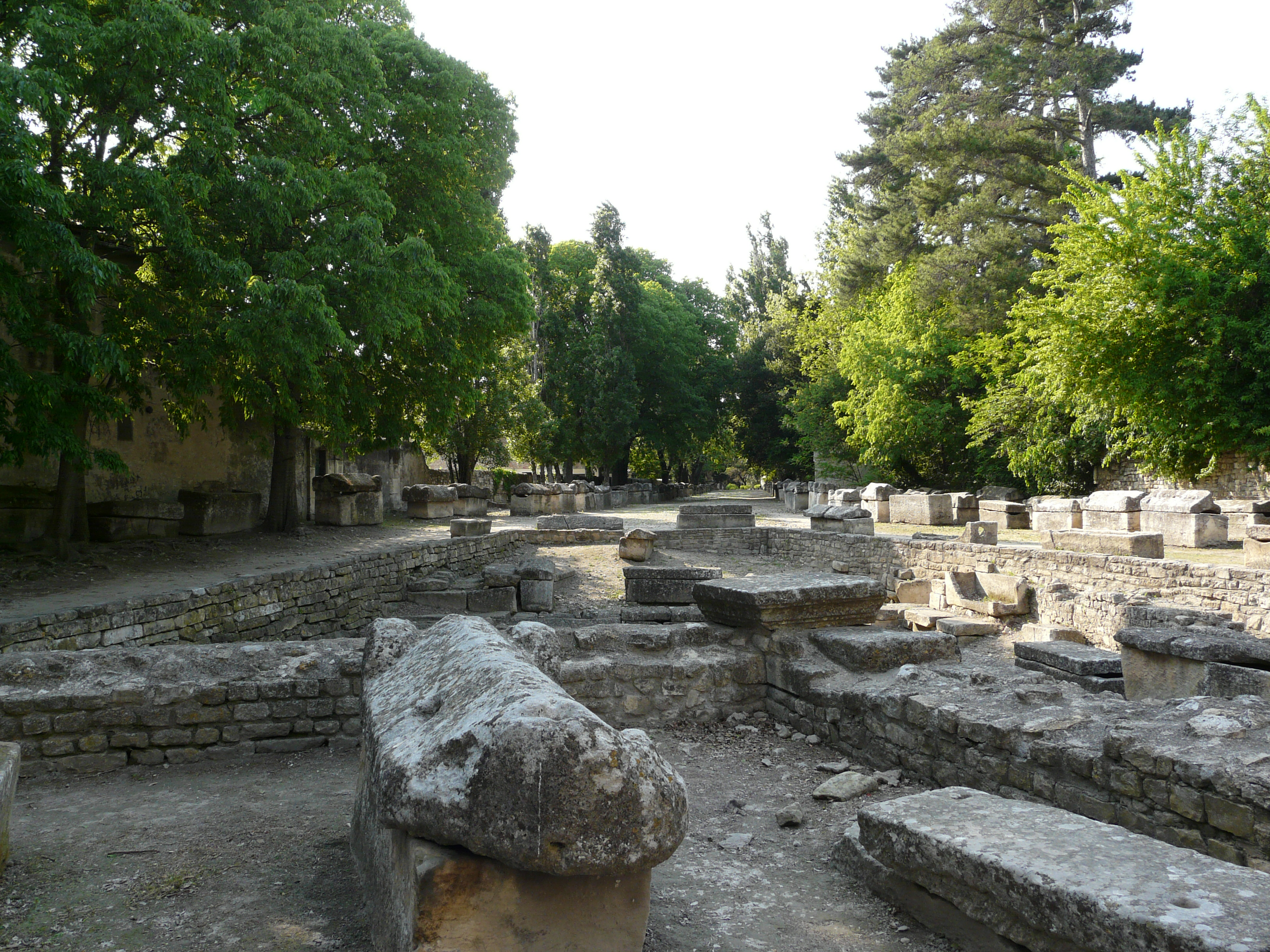
De Alyscamps (necropolis) van Arles
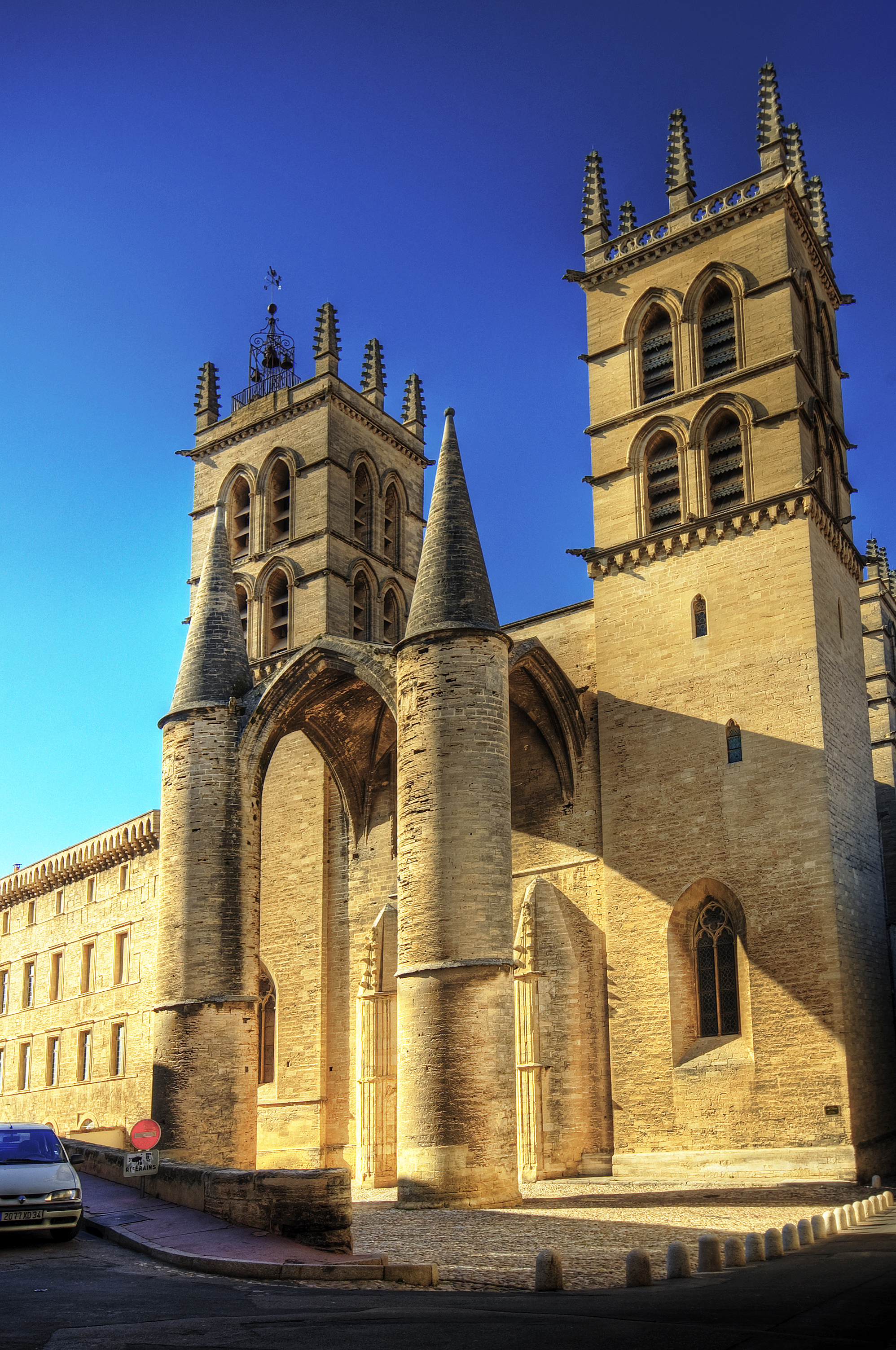
De kathedraal van Montpeller

## Montpellier naar Lodève
- Aniane, de Abdij van Aniane, de Pont du Diable (Hérault)
- Saint-Guilhem-le-Désert, de abdij van Saint-Guilhem-le-Désert (Hérault)
- Montpeyroux (Hérault)
- Saint-Jean-de-la-Blaquière (Hérault)
- Usclas-du-Bosc, met 52 stèles (Hérault)
- Saint-Privat, de priorij de Grandmont (Hérault)
- Lodève, Sint-Fulcrankathedraal (Hérault (Hérault)

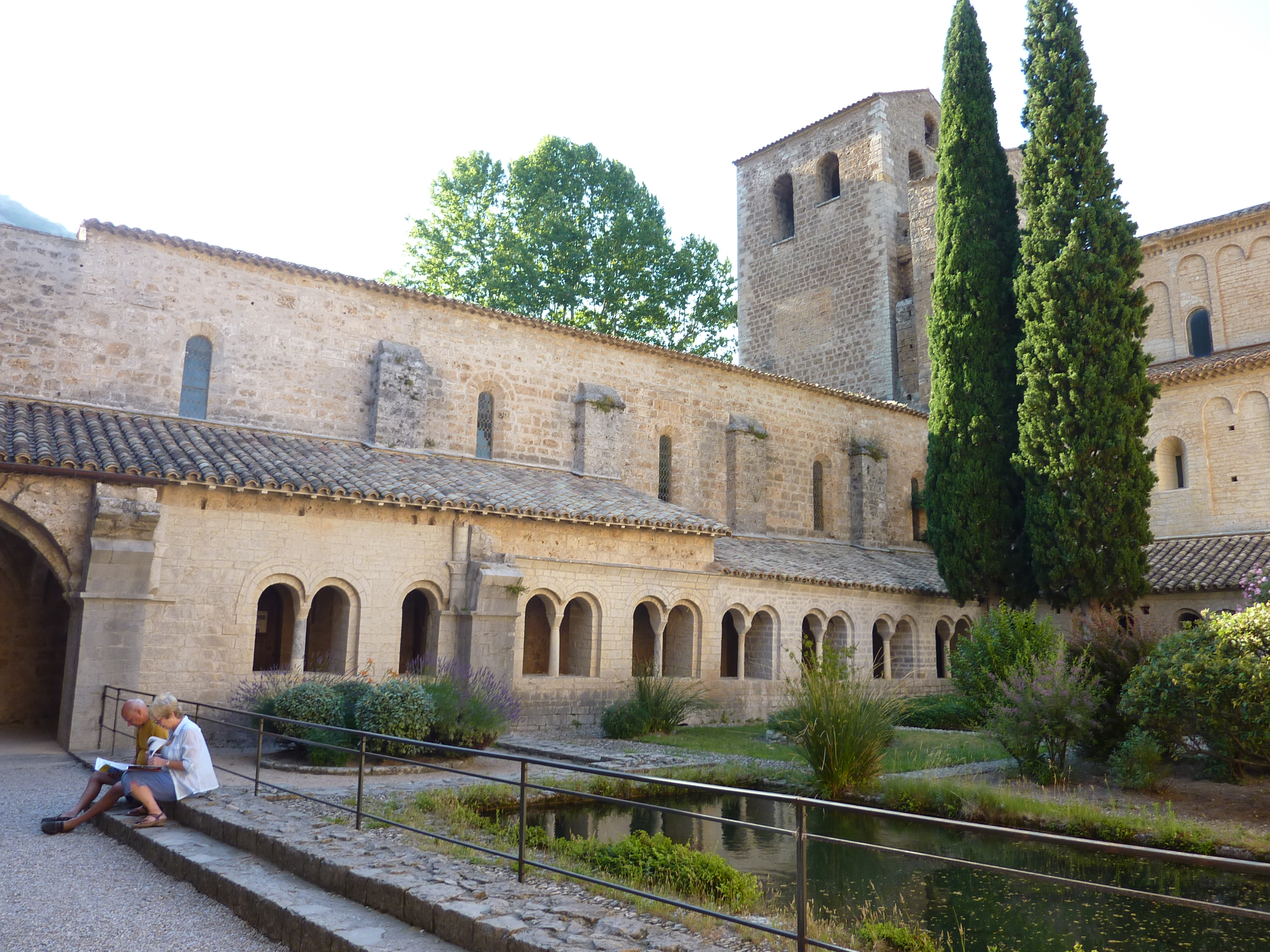
Abdij van Saint-Guilhem-le-Désert
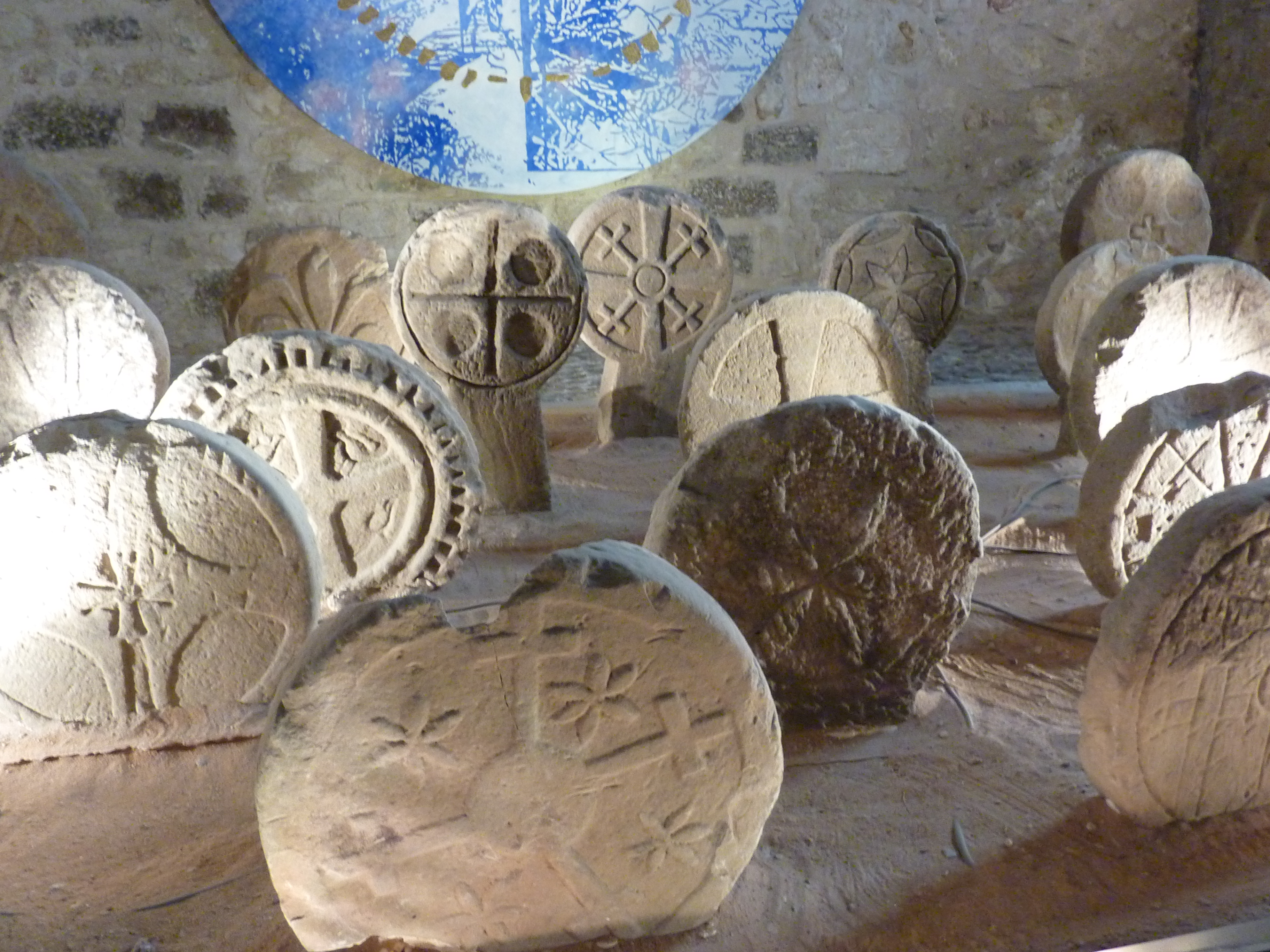
52 stèles van Usclas-du-Bosc
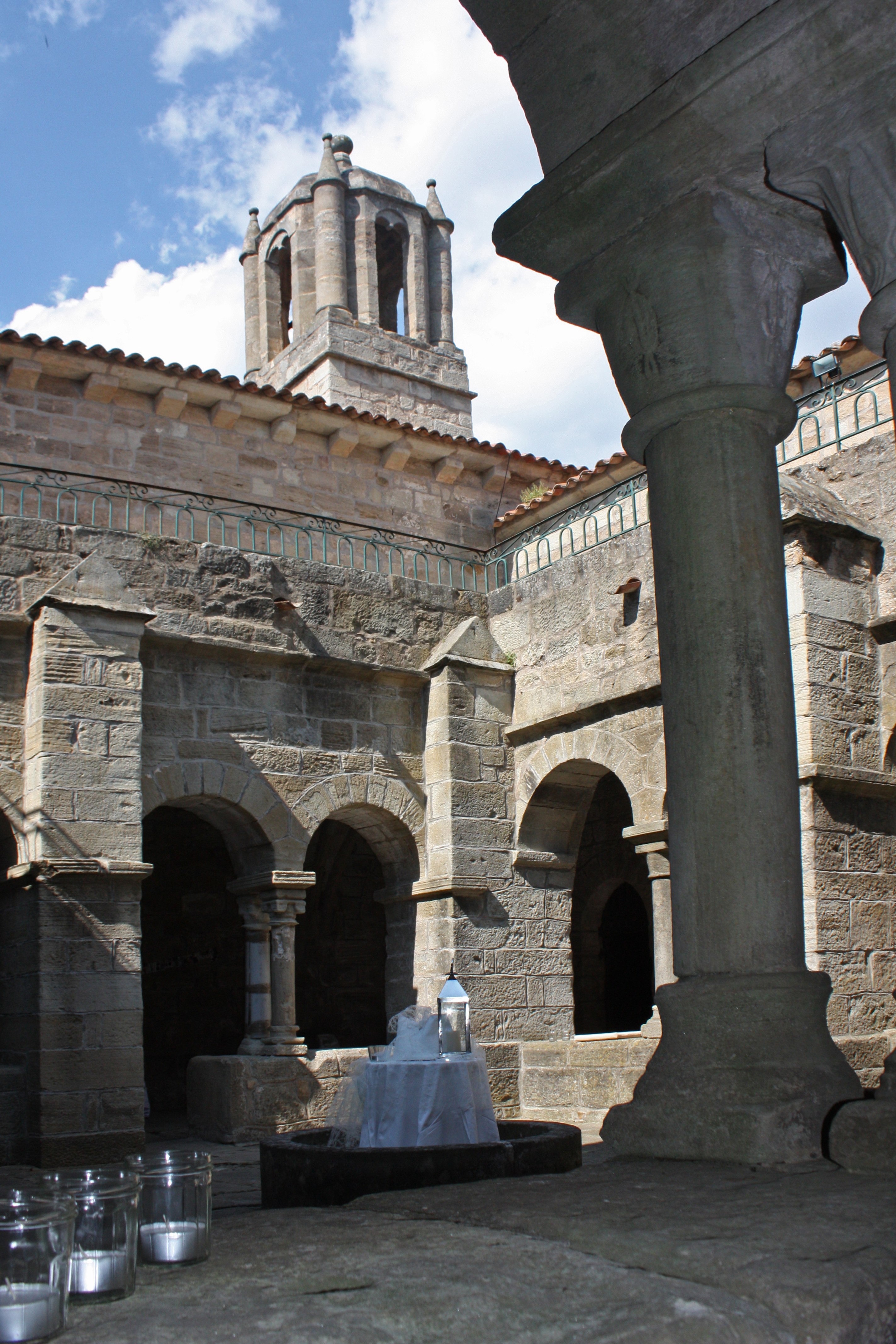
de priorij de Grandmont in Saint-Privat
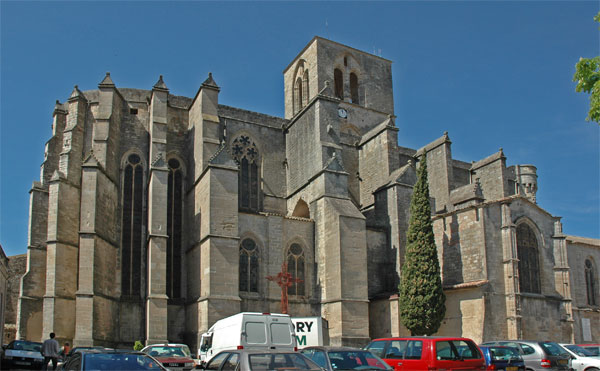
Sint-Fulcrankathedraal in Lodève

## Lodève naar Castres
- Joncels, de abdij (Hérault)
- Lunas, het kasteel (Hérault)
- Le Bousquet-d'Orb, de kerk Saint Martin (Hérault)
- Saint-Gervais-sur-Mare (Hérault)
- Bédarieux, Église Saint Alexandre, Église Saint Louis (Hérault (Hérault)
- Le Poujol-sur-Orb (Hérault)
- Olargues, de Pont du Diable (Hérault)
- Murat-sur-Vèbre (Tarn)
- Fraisse-sur-Agout (Tarn)
- La Salvetat-sur-Agout (Tarn)
- Anglès (Tarn)
- Brassac (Tarn)
- Burlats, kerk Saint-Pierre (Tarn)
- Castres (Tarn)

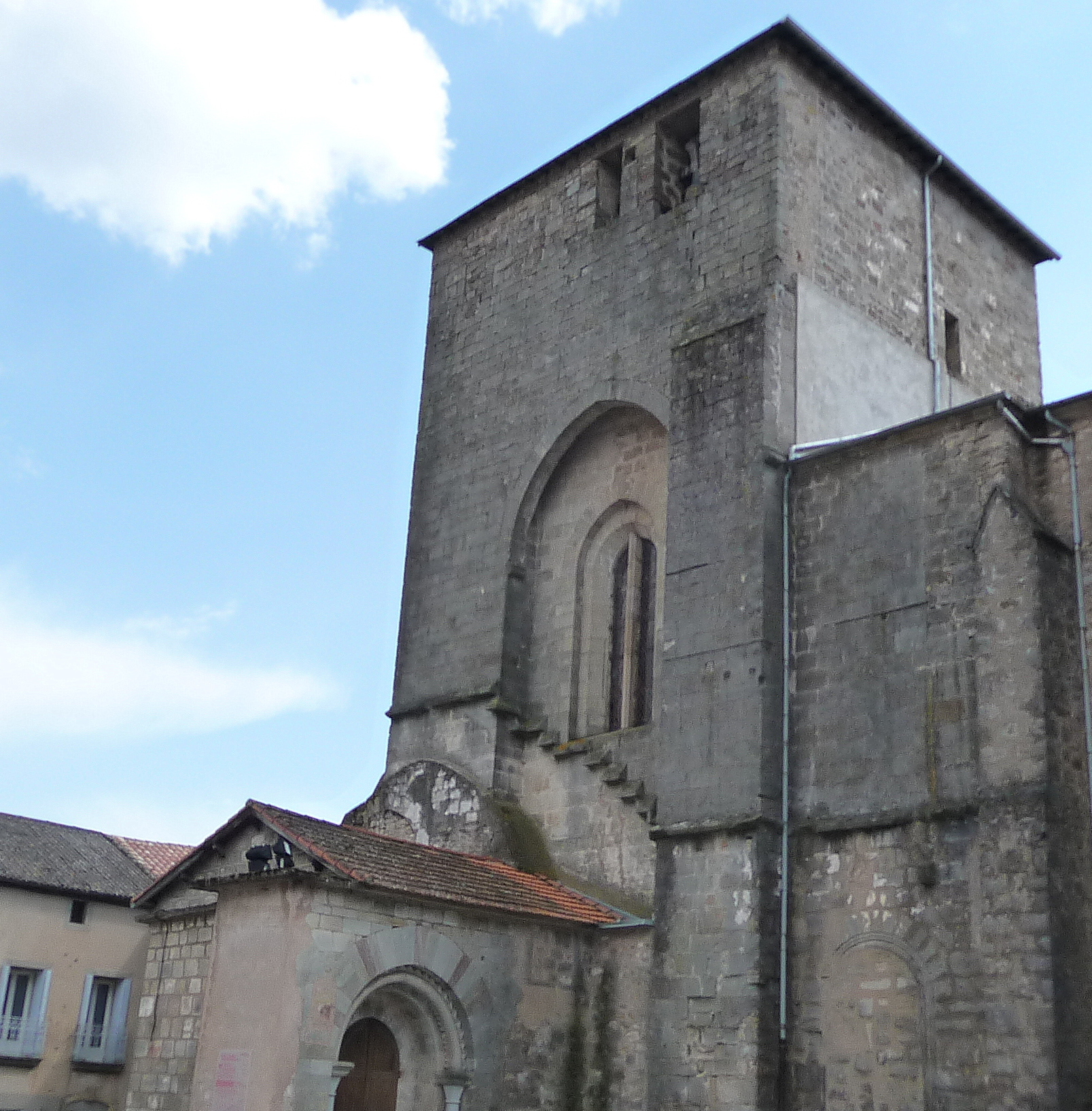
De abdij van Joncels

## Castres naar Toulouse
- Soual, (Tarn)
- Dourgne; de abdijen, (Tarn)
- Sorèze; het Saint-Jacques-ziekenhuis, (Tarn)
- Revel, (Haute-Garonne)
- Montmaur, (Haute-Garonne)
- Saint-Félix-Lauragais; de Église Saint-Félix de Saint-Félix-Lauragais, (Haute-Garonne)
- Les Cassés (Aude); stèles, (Haute-Garonne)
- Seuil de Naurouze, (Haute-Garonne)
- Montferrand, (Haute-Garonne)
- Villefranche-de-Lauragais; bastion uit de twaalfde eeuw, (Haute-Garonne)
- Baziège, église Saint-Étienne, (Haute-Garonne)
- Escalquens, (Haute-Garonne)
- Labège, (Haute-Garonne)
- Toulouse; de Basilique Saint-Sernin de Toulouse, Cathédrale Saint-Étienne, de église Notre-Dame du Taur, de basilique de la Daurade, de église des Jacobins en het bijbehorende klooster, het augustijnenklooster, de Église Saint-Pierre des Cuisines, de Église Saint-Aubin, de Église Saint-Nicolas, de Église Notre-Dame de la Dalbade, de Place du Capitole, de Salle des Illustres en het Hôpital de La Grave

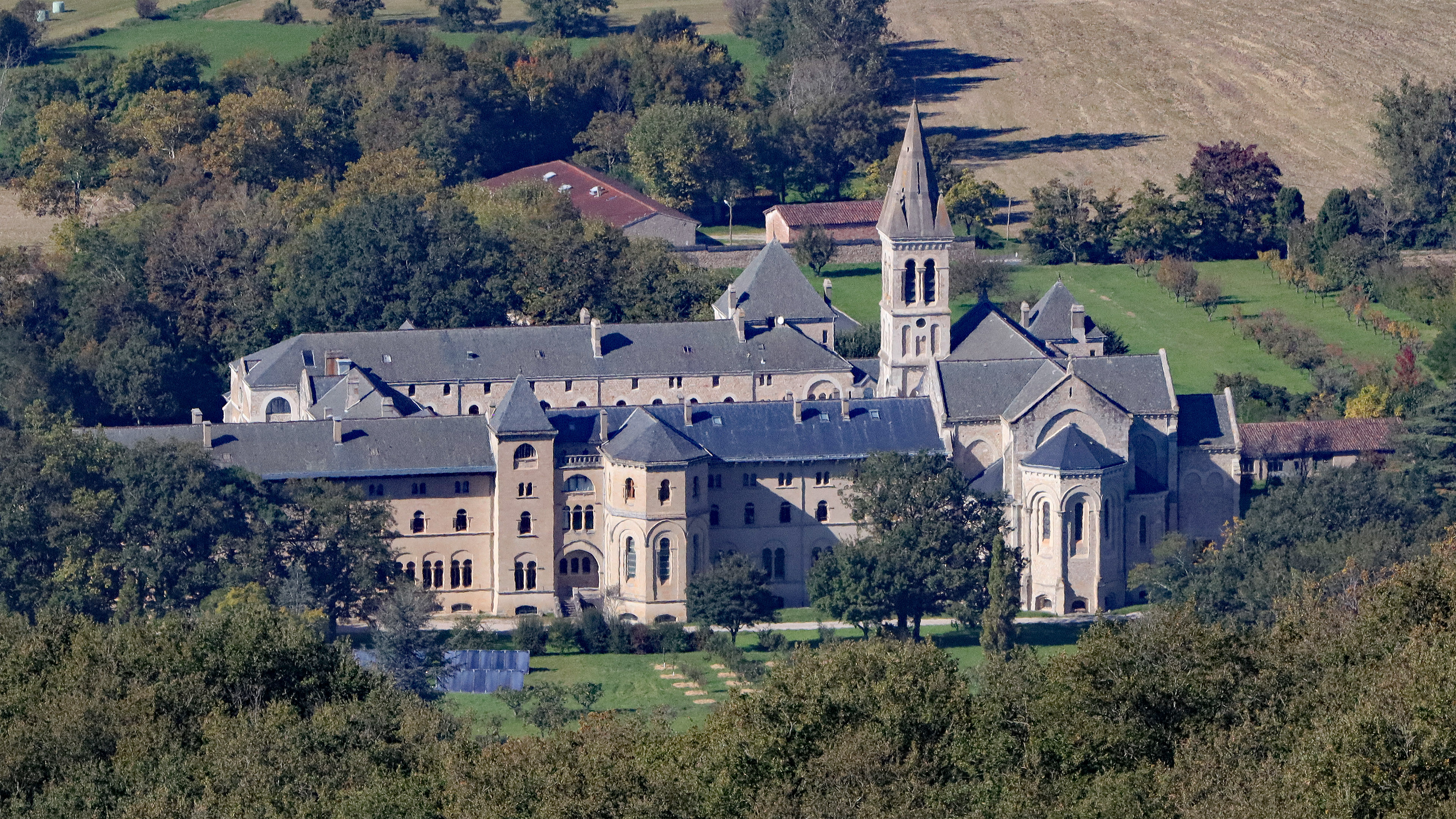
Abdij Sainte Scholastique (Dourgne)

## Toulouse naar Auch
- Colomiers, (Haute-Garonne)
- Pibrac; de église Sainte-Marie-Madeleine, de Basilique Sainte-Germaine (Haute-Garonne)
- Forêt de Bouconne, (Haute-Garonne)
- L'Isle-Jourdain; het voormalige 'Hospice Saint-Jacques', (Gers)
- Gimont; de Planselve-abdij, 'Église Notre-Dame de Gimont', (Gers)
- Aubiet, (Gers)
- l'Isle-Arné, (Gers)
- Auch; kathedraal Sainte-Marie, (Gers)

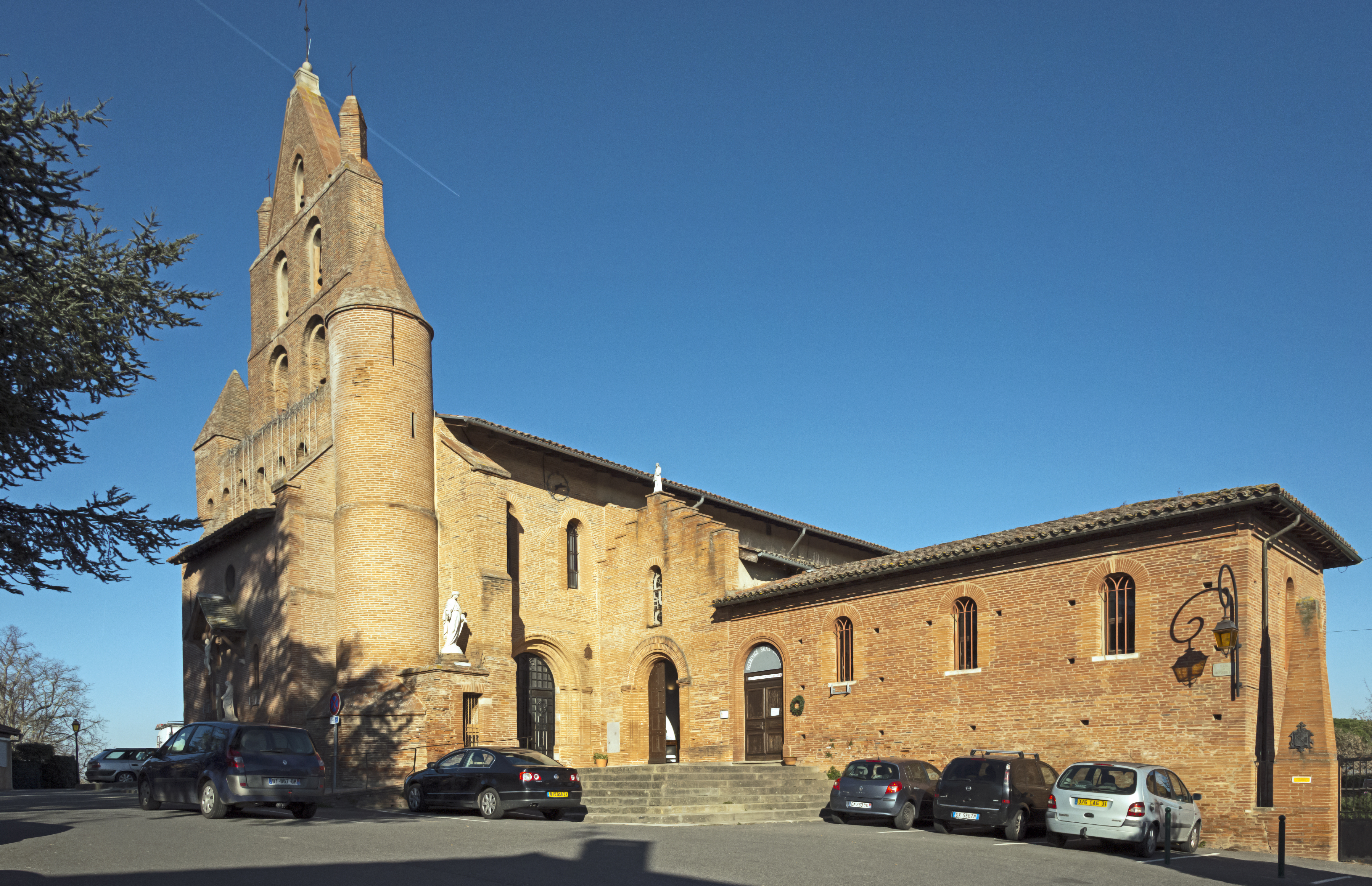
Eglise Sainte-Marie-Madeleine de Pibrac

## Auch naar Maubourguet
- Barran; de Saint-Jean-Baptiste-kathedraal (Gers)
- L'Isle-de-Noé, (Gers)
- Montesquiou; het 'hôpital Saint-Blaise', (Gers)
- Bassoues, (Gers)
- Marciac, (Gers)
- Maubourguet, (Hautes-Pyrénées)

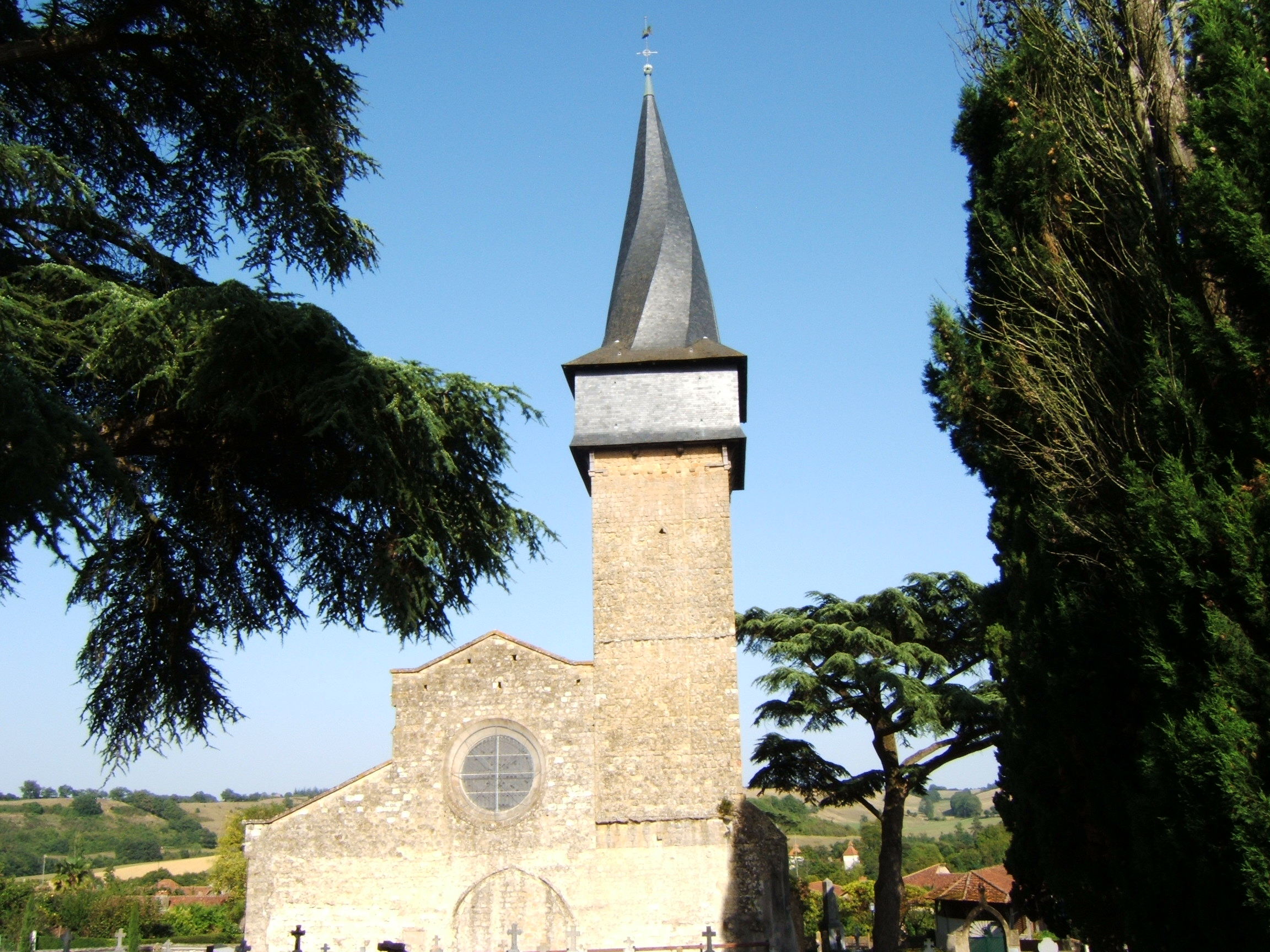
Saint-Jean-Baptiste-kathedraal

## Maubourguet naar Oloron-Sainte-Marie
- Larreule, (Hautes-Pyrénées)
- Anoye, (Pyrénées-Atlantiques)
- Morlaàs; Église Sainte-Foy, (Pyrénées-Atlantiques)
- Lescar, (Pyrénées-Atlantiques)
- Lacommande; Église Saint Blaise, (Pyrénées-Atlantiques)
- Oloron-Sainte-Marie; Kathedraal Sainte-Marie d'Oloron, Église Sainte-Croix, (Pyrénées-Atlantiques)

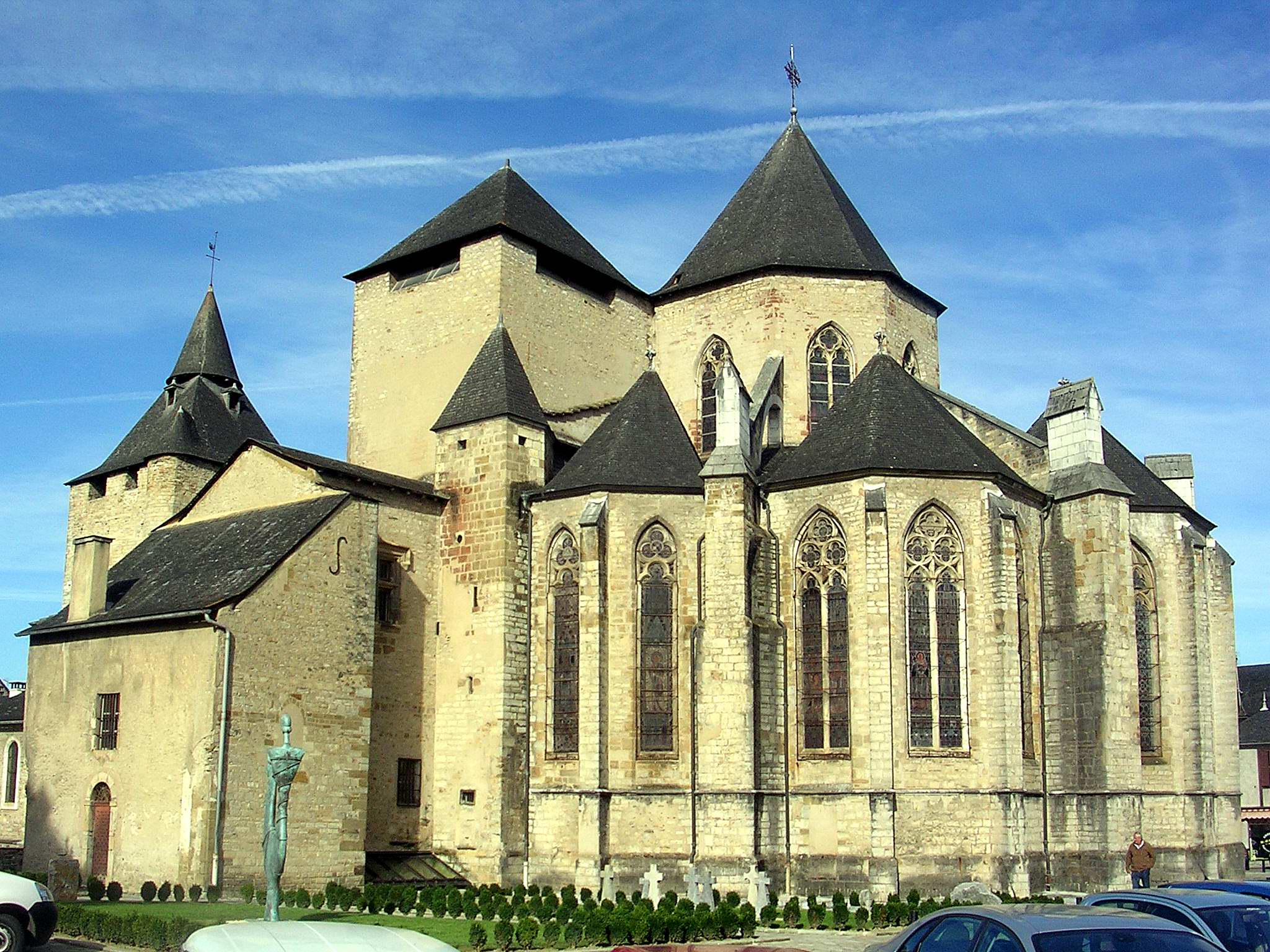
Kathedraal Sainte-Marie d'Oloron

## Oloron-Sainte-Marie naar Col du Somport
- Lurbe-Saint-Christau, (Pyrénées-Atlantiques)
- Escot, (Pyrénées-Atlantiques)
- Sarrance; Notre-Dame de Sarrance, (Pyrénées-Atlantiques)
- Accous, (Pyrénées-Atlantiques)
- Lescun, (Pyrénées-Atlantiques)
- Le col du Somport, (Pyrénées-Atlantiques)

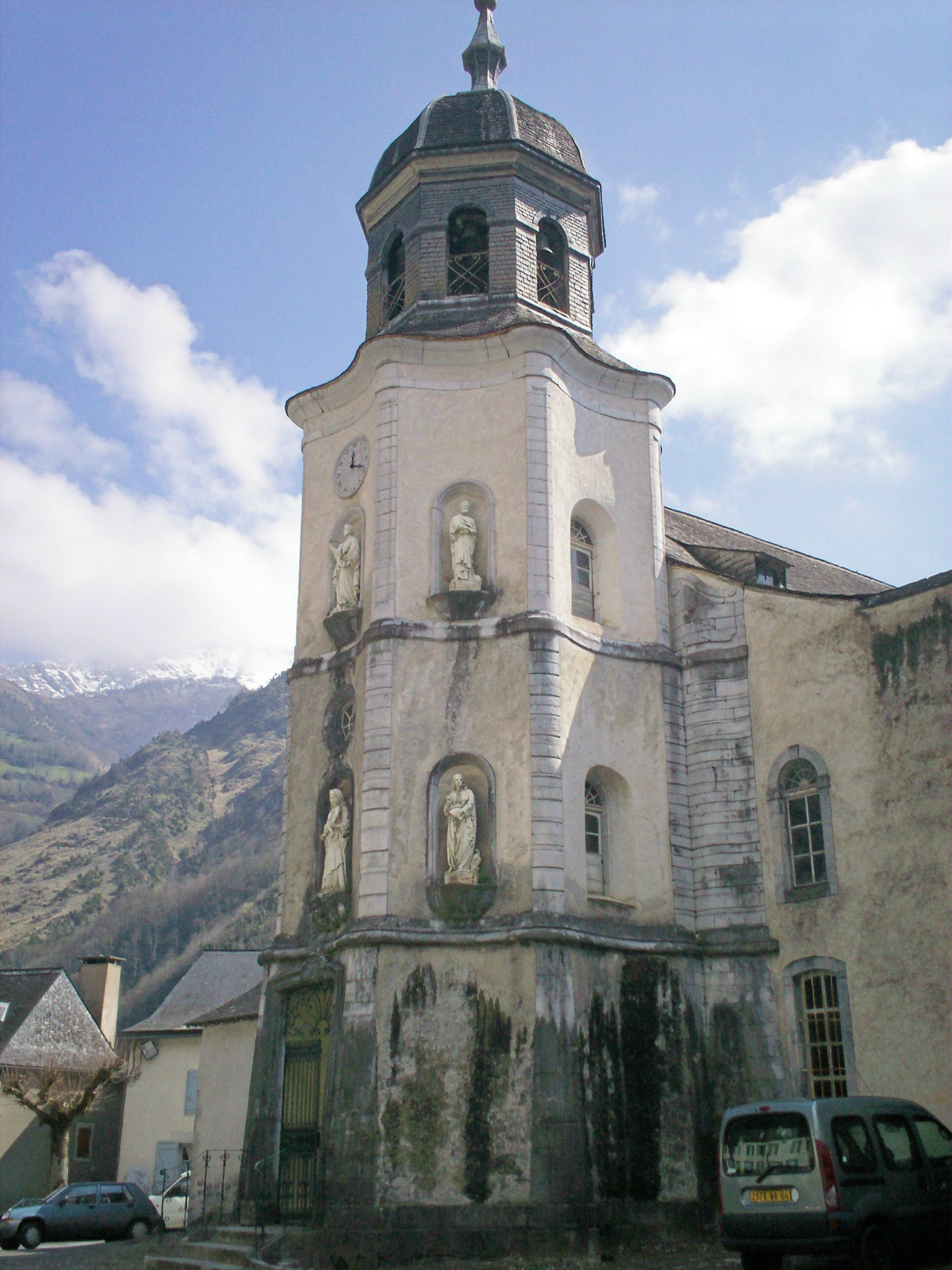
Klokkentoren van de Notre-Dame de Sarrance